# Campeonato regional de São Nicolau
El Campeonato regional de fútbol de São Nicolau es una liga de fútbol de la isla de São Nicolau de Cabo Verde, organizada por la Asociación regional de fútbol de São Nicolau.
El campeonato se juega con ocho equipos siguiendo un sistema de liga, los ocho equipos se enfrentan todos contra todos en dos ocasiones, una como local y otra como visitante, sumando un total de 14 jornadas. El campeón de la competición tiene derecho a participar en el campeonato caboverdiano de fútbol.
Solo ha habido tres campeones diferentes, el FC Ultramarina que posee 12 campeonatos, seguido del SC Atlético con 7 y el Desportivo Ribeira Brava con 3. Se juega en dos sedes, el estadio di Deus de la ciudad de Ribeira Brava, y estadio Municipal Orlando Rodrigues de Tarrafal de São Nicolau.

## Palmarés

### Por año[1]
| - 1993-94 : SC Atlético - 1994-95 : SC Atlético - 1995-96 : FC Ultramarina - 1998-99 : FC Ultramarina - 1999-00 : SC Atlético - 2000-01 : FC Ultramarina - 2001-02 : SC Atlético - 2002-03 : FC Ultramarina | - 2003-04 : FC Ultramarina - 2004-05 : Desportivo Ribeira Brava - 2005-06 : FC Ultramarina - 2006-07 : FC Ultramarina - 2007-08 : Desportivo Ribeira Brava - 2008-09 : FC Ultramarina - 2009-10 : Desportivo Ribeira Brava - 2010-11 : FC Ultramarina | - 2011-12 : SC Atlético - 2012-13 : FC Ultramarina - 2013-14 : SC Atlético - 2014-15 : FC Ultramarina - 2015-16 :SC Atlético - 2016-17 :FC Ultramarina - 2017-18 : Belo Horizonte |

### Por club
| Club                     | Títulos | Años de los títulos                                                                                         |
| ------------------------ | ------- | --- |
| FC Ultramarina           | 12      | 1995-96, 1998-99, 2000-01, 2002-03, 2003-04, 2005-06, 2006-07, 2008-09, 2010-11, 2012-13, 2014-15 y 2016-17 |
| SC Atlético              | 7       | 1993-94, 1994-95, 1999-00, 2001-02, 2011-12, 2013-14 y 2015-16                                              |
| Desportivo Ribeira Brava | 3       | 2004-05, 2007-08 y 2009-10                                                                                  |
| Belo Horizonte           | 1       | 2017-18 |